# Accidente del Il-112 de 2021
El accidente del Il-112 de 2021 fue un desastre aéreo ocurrido el martes 17 de agosto de 2021 cuando un avión de transporte militar Ilyushin Il-112v de la fabricante Ilyushin, se estrelló a las afueras de la capital rusa, Moscú. El avión era un prototipo y estaba en un vuelo de prueba para la United Aircraft Corporation.

## Aeronave
La aeronave del accidente era un Illyushin Il-112V un prototipo de pruebas, de hecho era el primer avión de este tipo de aeronave creado, su primer vuelo fue el 30 de marzo de 2019 (2 años y 5 meses). Era propulsado por dos motores turbohélices tipo Klimov TV7-117.

## Antecedentes y eventos
El Ilyushin Il-112, un avión de transporte militar, fue diseñado para sustituir los ya antiguos Antónov An-26 y An-24 para el transporte militar, de carga y de tropas. 
El avión tuvo un vuelo anterior al del accidente, igualmente de prueba, despegando inicialmente del Aeropuerto Internacional Zhukovsky a las 10:35 hora local y aterrizando en la Base Aérea de Kubinka a las 11:19 sin problemas ni mayores dificultades. El vuelo era comandado por: 
- El capitán, Nikolai Kuimov
- El primer oficial, a Dmitry Komarov
- El ingeniero de vuelo, Nikolai Khludeev, quien estaba condecorado con la Estrella de Oro de Héroe de la Federación de Rusia, la más alta distinción nacional.[2]

### Accidente
El 13 de agosto, la primera muestra del nuevo avión de transporte militar ligero Il-112V voló desde el aeródromo de la Planta de Aviación de Vorónezh hasta la base Il PJSC en Zhukovsky para prepararse para la participación en el VII Foro Técnico-Militar Internacional Army-2021. El 17 de agosto, la tripulación formada por el piloto jefe de PJSC «Il», un piloto de pruebas y un ingeniero de vuelo de prueba volaron al aeropuerto de Kubinka para elaborar el procedimiento para realizar vuelos de demostración en el foro. Aproximadamente cuatro minutos después del despegue de la carretera de Kubinka, durante un vuelo nivelado a baja altura sobre la pista 04, se produjo un incendio en el motor de estribor. Desde el suelo, se observó la quema a cielo abierto con la aparición de largas columnas de llamas. La aeronave comenzó a desarrollar un balanceo a la derecha. Habiendo pasado al giro a la derecha con una disminución y un fuerte aumento en el balanceo, excediendo los 180°, el avión cayó al bosque a aproximadamente a 5 km al este del final de la pista 22, se destruyó por completo y se quemó. El accidente ocurrió a las 11:18, unos 35 segundos después de la aparición de un fuego abierto en el motor derecho.

## Investigación
El ministerio de defensa ruso se apresuró para ir al lugar del acontecimiento, en internet circula un video en el que se ve detalladamente cómo el avión tiene un motor incendiándose y también cómo cae, por lo cual los investigadores comienzan a especular sobre que el accidente fue causado por el incendio del motor derecho.